# ترنت (آلمان)
ترنت (به آلمانی: Trent) یک شهر در آلمان است که در فرپومرن-روگن واقع شده‌است. ترنت ۸۲۰ نفر جمعیت دارد.